# José Amengual
José Amengual Domingo (Palma di Maiorca, 19 gennaio 1944) è un ex pescatore subacqueo in apnea, riconosciuto quasi all'unanimità come il migliore nella storia di questa disciplina. Negli anni settanta e ottanta insieme a Ángel Nieto e Severiano Ballesteros, è stato l'unico atleta spagnolo ai vertici globali del suo sport.

## Biografia e carriera
Ha frequentato una scuola di nuoto che in seguito ha lasciato a causa di un tumore di cui è stato affetto in gioventù. Iniziò a praticare pesca subacquea utilizzando un'arma realizzata in proprio.
A 19 anni viene proclamato campione junior delle Isole Baleari. Nello stesso anno ha debuttato nel campionato di Spagna che si svolge a Roses, Girona. Quattro anni dopo, nel 1967 è stato selezionato per il Campionato del Mondo in corso a Cuba, ma è solo riserva e non riesce a fare il suo debutto.
Nel 1968 è stato proclamato campione di Spagna per la prima volta, a cui fece seguito il suo debutto internazionale nel Campionato Europeo di Cabrera.
Nel 1993, ha ricevuto la Medaglia d'oro dell'Ordine di Merito e un anno dopo, nel 1994 si è ritirato dopo aver vinto il campionato del mondo a squadre di Ilo in Perù.
Nella vita privata si è sposato a 28 anni ed è padre di due figlie.

## Palmarès
- Campione del Mondo: 1973, 1981, 1985.
- Team Campione del Mondo: 1973, 1985, 1994.
- Campione d'Europa: 1982, 1984.
- Squadra Campione d'Europa: 1982, 1984, 1992, 1993.
- Coppa Europa: 1985.
- Coppa Europa per squadre: 1978, 1984, 1985, 1993.
- Campionato Invernale di Spagna: 1973, 1975.
- Campionato Individuale in Spagna: 1968, 1970, 1971, 1972, 1973, 1975, 1976, 1977, 1981, 1982, 1984, 1985, 1987, 1991.
- Campione di Spagna per club: 1980, 1981, 1982, 1984, 1985, 1986, 1987, 1988.
- Baleari single campionato: 1963, 1964, 1969, 1970, 1971, 1972, 1973, 1975, 1976, 1977, 1978, 1979, 1980, 1981, 1982, 1983, 1984, 1985, 1987, 1989, 1990, 1991.
- Campionato per club Baleari: 1984, 1985, 1986, 1987, 1988, 1989, 1991, 1992, 1994.
- Campionato Maiorca: 1972, 1974, 1975, 1976, 1977, 1978, 1979, 1980, 1981, 1983, 1984, 1985, 1991.
- Trofeo Joan Gomis Trofeo: 1970, 1974, 1975, 1976, 1979, 1981, 1982, 1984, 1986, 1987, 1991, 1992.
- Trofeo Marti Pons: 1981, 1982, 1983.
- Trofeo José Amengual: 1983, 1984, 1985, 1988, 1991.
- Trofeo Internazionale Villacarlos: 1970, 1972, 1974, 1975, 1976, 1977, 1978, 1981, 1989, 1994.
- Can Picafort Marathon: 1975, 1976.
- Halibut Gold International Trophy: 1972.
- Trofeo internazionale Nimrod: 1971, 1972.
- Trofeo Internazionale coppie basco Gamma: 1968.
- Trofeo Roquetas de Mar: 1974.
- Julia Trofeo Joan: 1974.
- Triton Club Trophy: 1972, 1973.
- Trofeo Cala San Vicente: 1977.
- Trofeo C.N.S. Antoni: 1983, 1984, 1985.
- Test sociale C.I.A.S.: 1970, 1972, 1987.
- Test C. I. A. Primavera S.: 1980.
- Trofeo Inverno C.I.A.S. 1981.
- Trofeo Inverno TRITON 1978.
- Trofeo On. Comune di Santa Margherita 1980.
- GESA Interclub Trofei Team 1978, 1979.
- Trofeo Fredes Aigues C.A.S. NAUTILUS 1982
- Trofei C. A. S. May Fair NAUTILUS 1980, 1981, 1983, 1984, 1985.
- Trofei C. A. S. Fall TRITON 1978, 1980, 1981, 1983.
- Trofeo Autunno C.I.A.S. Interclubes 1981.
- Trofei C. I. A. S. MARES SUB Interclubes 1977, 1978, 1979.
- Trofeo Consiglio Generale Interinsular 1981.
- Trofei C. A. S. Sant Antoni Abad Es Pi 1982, 1983, 1984.
- C. Trofeo A. Creu S. ROJA Es Pi 1982.
- Jar of Silver Trophy (Bulgaria) 1982.
- C. Trofeo A. S. Yamay Es Pi 1983.
- Trofeo Autunno C.A.S. NAUTILUS 1983.
- Natale A. C. I. S. test 1970, 1971, 1977 1979, 1981, 1982 1987, 1989, 1990.
- Trofeo Mallorca (Nazionale) 1984.
- Trofeo Dia de San Juan (Wall) 1986.
- Trofeo Fiere e Festival (Perle Manacor) 1991.
- Cup Trofeo Città (Mali Lonsinj-Yugoslavia) nel 1985.
- Campionati Regionali Spagna Team 1966, 1967, 1971, 1972.
- Euro-Africa Subcampeonatos individuali 4 volte.
- Terzo posto nel Campionato del Mondo Individuale 2 volte.
- Vice campione del mondo per nazioni 2 volte.
- Vice campione Euro-Africa per Nazioni 2 volte.

## Premi
- 1 Medaglia d'Argento al Merito Sportivo FEDAS
- 2 Medaglie d'Oro al Merito Sportivo FEDAS
- Tridente d'Oro della Federazione italiana di pesca subacquea
- Medaglia d'Argento al merito sportivo D.N.D.
- Medaglia d'Oro al merito sportivo D.N.D.
- As d'Oro "per i suoi valori umani"
- Silver Siurell "Best Mallorquin of the Year 1973" "Last Time"
- 2 As d'oro
- Barón Güell de Cup D.N.D.
- 4 As di bronzo
- Juanto Premio, Julia, Castell, editor grafico di Maiorca
- 3 Baleares Sportsman Grandi
- 2 spagnolo Nautico Sportivo
- Badge of Honor F.E.D.A.S.
- Medaglia 25º anniversario di Carosello Sport
- Popolare - 81 di Radio Popolare di Maiorca
- Migliore atleta dilettante 1.985 U. P. D. E. spagnolo (Unione Giornalisti della Spagna)
- Trofeo 1.985 Principe delle Asturie Assessorato allo Sport
- Medaglia d'Argento Comitato Olimpico Spagnolo
- Medaglia d'Oro Reale Ordine di Merito Sportivo
- Gold e Diamond Insignia C. I. A. S. Club
- Badge Gold Club A. P. S. Laureate (Barcelona)
- Insignia Gold F.B.D.A.S. (Federazione delle Isole Baleari)
- Distintivo Club Gold C.A.S. TRITON (Baleares)
- Insignia Gold R.C.D. Mallorca
- Joan Gomis Insignia Silver